# TargetLink
TargetLink は Simulink/Stateflow モデルから自動コード生成するためのソフトウェア。dSPACE GmbHが開発した。
TargetLinkでは既存のMATLAB/Simulinkモデルを必要とする。
TargetLinkはANSI C、特定のプロセッサ向けに最適化された量産コードの両方を生成する。
また、AUTOSARに準拠した自動車分野のコードの生成もサポートする。
コード生成に関するすべての関連情報の管理は、データ辞書と呼ばれる中央のデータコンテナで行われる。
生成されたコードのテストはSimulinkで実装される。Simulinkは、シミュレーションモデルの仕様にも使用される。
TargetLinkは、生成されたコードをテストする3つのシミュレーションモードをサポートしている。
- Model In the Loop Simulation (MILS): このモードでは、モデル設計をチェックすることができる。変数は通常浮動小数点変数なので、MILSは浮動小数点シミュレーションとも呼ばれる。
- Software In the Loop Simulation (SILS): 生成されたコードがパソコンのOS上で実行される。変数はplaneまたは固定小数点数。
- Processor In the Loop Simulation (PILS): PILSでは、生成されたコードが対象ハードウェアまたは評価ボード上で実行される。いわゆるリアルタイムフレームが含まれているため、シミュレーション結果やメモリ消費量、ランタイム情報をPCに転送することができる。

MISRA（Motor Industry Software Reliability Association）は2007年後半にTargetLinkの公式MISRAモデリングガイドラインを発表した。
これは安全性が重要なアプリケーションの機能安全性にとって特に重要である。
2009年、TÜV SÜDはISO DIS 26262およびIEC 61508のセーフティクリティカルシステムの開発においてTargetLinkの使用を認定した。

## ソース
- MISRA Autocode Forum - Real-life experience of using a modelling subset for TargetLink in safety-related work
- Working with TargetLink Models in Reactis